# Alcoraia
Alcoraia és una possessió de Montuïri (Mallorca) situada al sud-est del terme municipal que es troba dividia entre Alcoraia Nou i Alcoraia Vell

## Etimologia
Les propostes que s'han fet sobre l'origen del topònim Alcoraia són les següents:
- Segons el DCVB «probablement de l'àrab al-quráyʿa, ‘la carabasseta’, dim. de ḳarʽa, ‘carabassa’».[2]
- Segons Miquel Barceló Perelló existeix la possibilitat que derivi del nom tribal amazic Kurāya. L'autor es fonamenta en el «rahal Alcoraia» que el Llibre del Repartiment situa dins el juz de Montueri amb dues jovades d'extensió i un document de 1281, en el qual se cita Alcoraya dins el terme de Porreres.[3]
- Segons Guillem Rosselló Bordoy es tractaria d'un diminutiu d'al-qarya (al-qurayya), és a dir ‘alquerieta’, que vendria a ser una alqueria situada en terres de Montuïri, a la vora de Porreres.[4]

## Història
L'origen, com indica el topònim, és una alqueria andalusina que, segons el Llibre del Repartiment, després de la Conquesta de Mallorca fou atorgada a Pere de Comabella.
A una talla de 1512 Antoni Mesquida paga una certa quantitat sobre unes terres anomenades Alcoraia i el 1552 un personatge del mateix nom, dit d'Alcoraia, paga un cens a la Seu de Mallorca. En el segle xvii la possessió resta en mans de la mateixa família com ho corroboren una renúncia de drets de les nebodes del propietari Andreu Mesquida (1627) i el valor cadastral de 5.000 lliures de la possessió d'Andreu Mesquida Artigues(1656).
Jeroni de Berard el 1795 recull que era propietat del cavaller Armengol de Palma). Quasi un segle després, el 1872, l'Arxiduc Lluís Salvador consigna que Alcoraia era la possessió més gran de terme amb 322 hectàrees i el propietari Antoni Amengual. Ja dins el segle XX passà a mans de Lluís Sitjar Castellà i actualment continua en mans dels seus hereus.

## Geografia i toponímia
La possessió d'Alcoraia està situada al sud-oest del terme. Limita amb les possessions de Son Maçanet, Son Ribes i Son Moio a Montuïri; Son Valls (Porreres), sa Maimona (Llucmajor), Son Sastre i Son Lleó (Algaida). A les seves terres neix la síquia o torrent d'Alcoraia i hi pertany un dels vessants del puig de les Tres Fites.
Dins la possessió podem destriar els sementers de sa Maimona, de Son Valls, des Crespell, d'Alcoraia Nou, de les Figueres o el Figueral, dels Ametllers, de sa Bova, es Turó de sa Sulla o turó dels Sebel·lins, turó de Son Moio, es Llac i entre d'altres. També s'hi localitzen les fonts: de sa Pleta, de sa Bova i sa font Blanca. Els horts amb denominació pròpia són s'hort de sa Bova, s'hort des Safaretjos, s'hort de sa Maimona i s'hort des Llac. Els boscos i garrigues de la possessió són s'Ullastrar, el Pinar, el Pinar Gran, el Pi Gros, el bosc de les Alzines, sa Pleta, sa rota Nova, sa rota Llarga, sa rota d'en Món, sa costa d'en Cerdà, sa roca Fesa, es Cocó de ses Perdius, es cocó Pastera, es Poassos, es clot de sa Grava, sa Talaia de ses Abelles entre d'altres